# Columnea tenensis
Columnea tenensis är en tvåhjärtbladig växtart som först beskrevs av Wiehler, och fick sitt nu gällande namn av B.D. Morley. Columnea tenensis ingår i släktet Columnea och familjen Gesneriaceae. Inga underarter finns listade i Catalogue of Life.